# 虹神星
虹神星（7 Iris）太阳系中的一颗小行星。

## 發現
虹神星是第七顆被發現的小行星，由英國天文學家约翰·罗素·辛德於1847年8月13日發現，亦是他發現的第一顆小行星。他还发现了8号小行星花神星。

## 命名
Iris（伊里斯），希腊神话中彩虹的化身和诸神的使者。代表希臘神話中的彩虹女神，中文則譯作虹神星。

## 特徵
測光觀測表明，虹神星的外形帶有棱角，而自轉軸傾角約為85°(約有10°的誤差)[4]，因此天體的兩個半球長時間受日照或黑夜，對於沒有大氣層的天體，這會造成很大的溫差。
虹神星表面的反照率並不均勻，北半球可能具有較明亮的區域[5]。整體來說，虹神星的反照率較其他小行星高，因此可能由鐵－鎳、矽酸鎂、矽酸鐵的混合物組成。它的光譜與經過太陽風風化的L和LL球粒隕石類似[6]，故此它可能是此類隕石的主要來源[7]。
虹神星曾於1995年5月26日及1997年7月25日掩蔽恆星，兩次觀測結果顯示虹神星直徑為200千米左右。

## 外部連結
- 由光變曲線推導的小行星外形（页面存档备份，存于）
- "Discovery of Iris", MNRAS 7 (1847) 299 （页面存档备份，存于）(發現公告)

| 前一小行星： (6)韶神星 | 小行星列表 | 後一小行星： (8)花神星 |